# Louis Leinenweber
Louis Leinenweber (* 14. April 1850 in Pirmasens; † 30. Oktober 1914 ebenda) war Lederfabrikant und Mitglied des Deutschen Reichstags.

## Leben
Leinenweber besuchte das Progymnasium in Pirmasens und von 1864 bis 1866 das Institut Garnier in Friedrichsdorf bei Homburg v. d. Höhe. 1866 erlernte er die Lederfabrikation und übernahm 1870 seine Lederfabrik in Pirmasens. 1868–69 war er Einjährig-Freiwilliger im 5. Bayerischen Chevauleger-Regiment, 1870/71 beteiligte er sich als Reserveleutnant in diesem Regiment an allen Schlachten des 2. Bayerischen Armeekorps im Deutsch-Französischen-Krieg, worüber er 1911 auch ein Buch veröffentlichte. 1878 wurde er Kommandeur der Feuerwehr Pirmasens und 1902 stellte er den Bauplatz für ein neues protestantisches Waisenhaus zur Verfügung.
Er war ab 1879 viele Jahre lang Stadtrat und ab 1884 auch Zweiter Bürgermeister in Pirmasens, zusätzlich war er von 1894 bis 1899 Mitglied des bayerischen Landtages.
Von 1898 bis 1907 war er Mitglied des Deutschen Reichstags für den Wahlkreis Pfalz 4 (Zweibrücken, Pirmasens) und die Nationalliberale Partei.
Im Haus der Diakonie Pirmasens, dem ehemaligen protestantischen Waisenhaus, gibt es heute einen Louis-Leinenweber-Saal. Außerdem ist die Leinenweberstraße im Winzler Viertel nach ihm benannt, die vom früheren Waisenhaus aus nach Süden führt.